# سیارک ۲۴۰۶۵
سیارک ۲۴۰۶۵ (به انگلیسی: 24065 Barbfriedman، نامگذاری:1999TW120) بیست و چهار هزار و شصت و پنجمین سیارک کشف شده‌است که در ۴ اکتبر ۱۹۹۹ کشف شد.
قدر مطلق سیارک برابر ۱۰.۷ است.